# Indykpol
 Indykpol S.A. ist einer der größten polnischen Geflügelwarenhersteller und der größte Putenwarenhersteller des Landes. Strukturell handelt es sich um eine Unternehmensgruppe, deren Muttergesellschaft Indykpol S.A. in Olsztyn sitzt und an der Warschauer Wertpapierbörse notiert ist.
Indykpol wurde 1991 in Olsztyn als privates Nachfolgeunternehmen der staatlichen Geflügelverarbeitungsbetriebe gegründet. 1993 wurde das Unternehmen in eine Aktiengesellschaft umgewandelt und am 12. Oktober 1994 zum ersten Mal an der Warschauer Börse gehandelt. 
Zum Unternehmen gehören in Polen Produktionsstätten in Olsztyn und Lublin sowie ein Putenhaltungszentrum in Frednowy. Eldrob ist eine Tochtergesellschaft mit Sitz in Świebodzin, weitere gibt es in Deutschland und Russland.